# Obolcola retorta
Obolcola retorta là một loài bướm đêm trong họ Geometridae.